# Axsjön (Godegårds socken, Östergötland)
Axsjön är en sjö i Motala kommun i Östergötland och ingår i Motala ströms huvudavrinningsområde. Sjön har en area på 0,141 kvadratkilometer och ligger 128,5 meter över havet.

## Delavrinningsområde
Axsjön ingår i det delavrinningsområde (651970-147396) som SMHI kallar för Inloppet i Annsjön. Medelhöjden är 129 meter över havet och ytan är 23,52 kvadratkilometer. Det finns inga avrinningsområden uppströms utan avrinningsområdet är högsta punkten. Skansån som avvattnar avrinningsområdet har biflödesordning 3, vilket innebär att vattnet flödar genom totalt 3 vattendrag innan det når havet efter 83 kilometer. Avrinningsområdet består mestadels av skog (80 procent). Avrinningsområdet har 0,95 kvadratkilometer vattenytor vilket ger det en sjöprocent på 3,9 procent.